# سيمون دانر
سيمون دانر (بالألمانية: Simon Danner)‏ هو لاعب هوكي الجليد ألماني، ولد في 25 ديسمبر 1986 في فرايبورغ في ألمانيا.

## وصلات خارجية
- سيمون دانر على موقع EliteProspects.com (الإنجليزية)
- سيمون دانر على موقع Eurohockey.com (الإنجليزية)
- سيمون دانر على موقع HockeyDB.com (الإنجليزية)